# Crocodylidae
I Crocodylidae sono una famiglia di coccodrilli che comprende i veri coccodrilli, membri della sottofamiglia Crocodylinae, e, forse, il falso gaviale, l'unico membro vivente della sottofamiglia Tomistominae. Quest'ultimo è oggetto di controversie tra gli esperti sulla sua identità come coccodrillo, o che in realtà appartiene alla famiglia dei Gavialidae. Future analisi genetiche dovranno essere condotte per raggiungere una conclusione finale. 

## Tassonomia
Un totale di tre generi esistenti sono collocati nella famiglia dei coccodrilli, con un totale di 15 specie, tra cui il coccodrillo del deserto, che è ora accettato come una vera specie piuttosto che una sottospecie del coccodrillo del Nilo. Studi recenti suggeriscono che il coccodrillo nano, Osteolaemus tetraspis, non rappresenterebbe una singola specie, ma due o addirittura tre specie, e che il coccodrillo catafratto sia una di quelle due specie. Se così fosse, il numero di specie dei veri coccodrilli esistenti salirebbe a 18 o a 19, portando le specie di coccodrilli ad un totale di 28 o 29, invece di 25.

### Veri coccodrilli
I due generi esistenti di veri coccodrilli, Crocodylus e Osteolaemus, fanno parte della sottofamiglia Crocodylinae. Anche secondo la classificazione tradizionale, Tomistoma non rappresenta un vero coccodrillo, sebbene sia un membro di Crocodylidae. Le ultime evidenze molecolari indicano una differenza ancora più grande, creando la possibilità che Tomistoma sia geneticamente più vicino ai gaviali rispetto ai veri coccodrilli. Se provata, la specie sarà classificata sotto la famiglia Gavialidae.
Le differenze esterne più ovvie che distinguono gli alligatori dai coccodrilli sono visibili nella loro testa: i coccodrilli hanno teste più strette e lunghe, dalla forma V rispetto ai musi a forma di U degli alligatori. Inoltre negli alligatori la mascella è più larga della mandibola e i denti della mandibola si inseriscono in piccole depressioni all'interno della mascella. Nei coccodrilli invece la mascella e la mandibola hanno la stessa larghezza e i denti nella mandibola si incastrano lungo il bordo o all'esterno della mascella quando la bocca è chiusa. Quando le fauci dei coccodrilli sono chiuse, il grande quarto dente nella mandibola si inserisce in un solco nella mascella. Negli esemplari più difficili da distinguere, il quarto dente sporgente è la caratteristica più affidabile per definire una specie.

### Crocodylidae

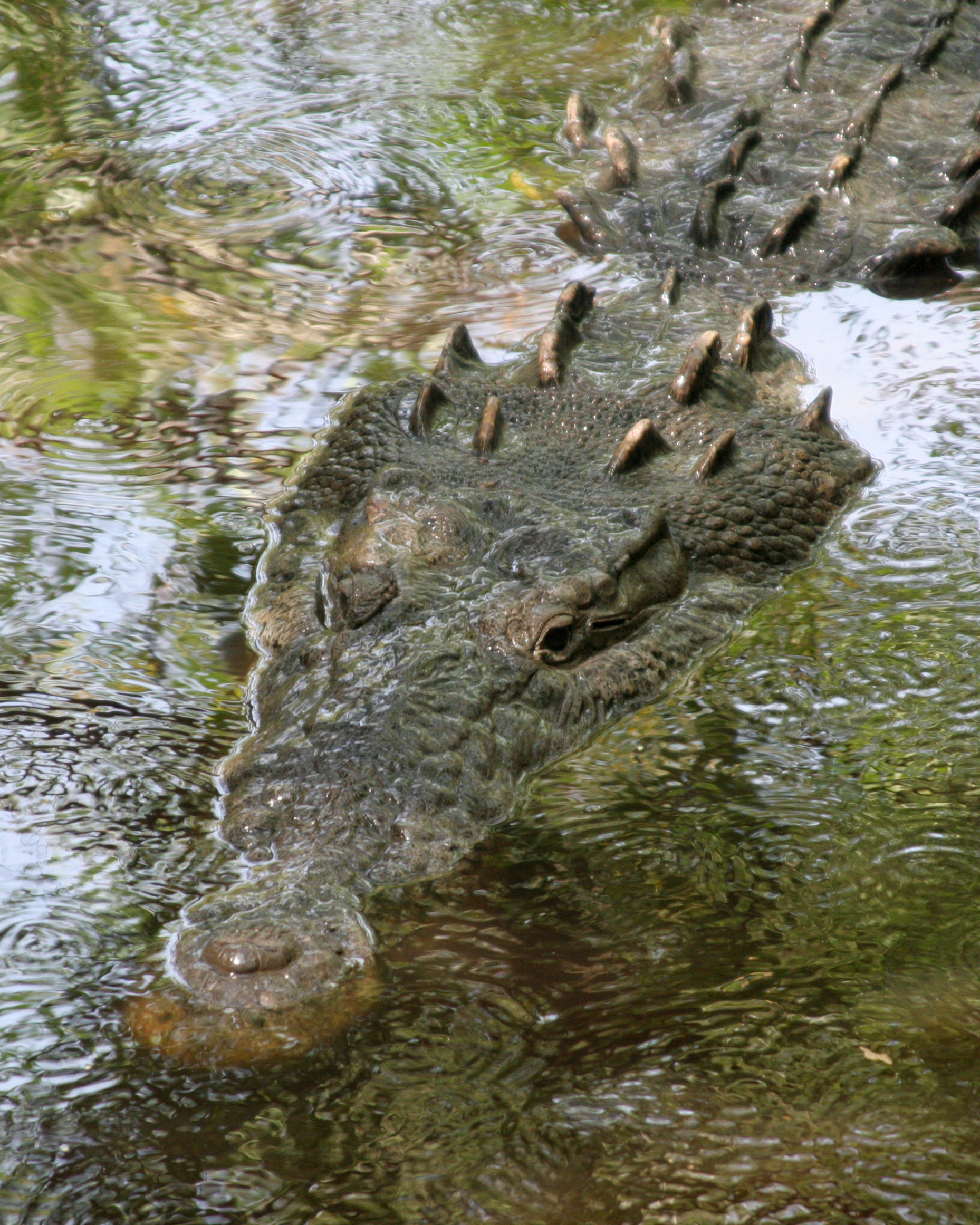
Coccodrillo americano, al La Manzanilla, Jalisco, Mexico

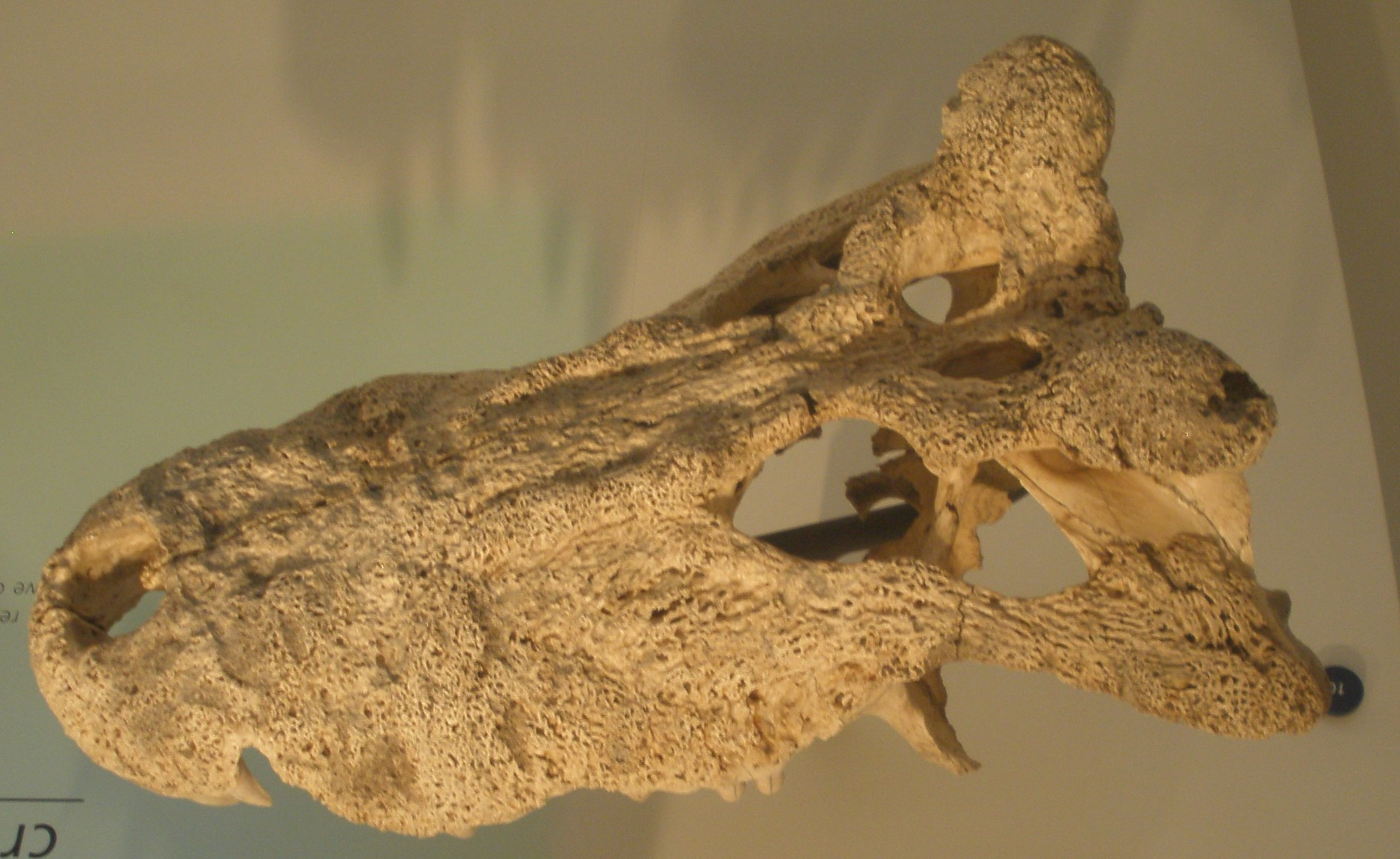
Cranio dell'estinto Voay robustus

La maggior parte delle specie sono raggruppate nel genere Crocodylus. L'altro genere esistente, Osteolaemus, è monotipico (come lo sarebbe Mecistops, se venisse riconosciuto come coccodrillo).
- Famiglia Crocodylidae
  - Sottofamiglia † Mekosuchinae (estinta)
  - Sottofamiglia Crocodylinae
    - Genere Crocodylus
      - Crocodylus acutus (Cuvier, 1807) - Coccodrillo americano
      - Crocodylus intermedius (Graves, 1819) - Coccodrillo dell'Orinoco
      - Crocodylus johnsoni Krefft, 1873 - Coccodrillo di Johnson, o Coccodrillo d'acqua dolce australiano
      - Crocodylus mindorensis Schmidt, 1935 - Coccodrillo delle Filippine
      - Crocodylus moreletii (Duméril & Bibron, 1851) - Coccodrillo di Morelet, o Coccodrillo messicano
      - Crocodylus niloticus Laurenti, 1768 - Coccodrillo del Nilo, o Coccodrillo africano (la sottospecie trovata in Madagascar è talvolta chiamata coccodrillo nero)
      - Crocodylus novaeguineae Schmidt, 1928 - Coccodrillo della Nuova Guinea
      - Crocodylus halli Murray, Russo, Zorrilla & McMahan, 2019 - Coccodrillo della Nuova Guinea di Hall
      - Crocodylus palustris (Lesson, 1831) - Coccodrillo palustre, o Coccodrillo indiano
      - Crocodylus porosus Schneider, 1801 - Coccodrillo marino o estuarino
      - Crocodylus rhombifer (Cuvier, 1807) - Coccodrillo cubano
      - Crocodylus siamensis Schneider, 1801 - Coccodrillo siamese (potrebbe essere estinto in natura)
      - Crocodylus suchus Geoffroy, 1807 - Coccodrillo del deserto

    - Genere Osteolaemus
      - Osteolaemus tetraspis Cope, 1861 - Osteolemo, o Coccodrillo nano (è ancora in dibattito se questo genere rappresenti effettivamente due specie: recenti analisi del DNA (2010) indicano tre specie distinte: O. tetraspis, O. osborni e una terza specie, attualmente senza nome)

    - Genere Mecistops
      - Mecistops cataphractus (Cuvier, 1825) - Coccodrillo catafratto
      - Mecistops leptorhynchus (Bennett, 1835) - Coccodrillo dal muso stretto africano

    - Genere † Euthecodon
    - Genere † Rimasuchus (formalmente Crocodylus lloydi)
    - Genere † Voay Brochu, 2007 (formalmente Crocodylus robustus)

### Filogenesi
Il seguente cladogramma segue la topologia di un'analisi del 2012 dei caratteri morfologici di Christopher A. Brochu e Glenn W. Storrs. Molte specie estinte di Crocodylus potrebbero rappresentare più generi. C. suchus non è stato incluso in questa analisi perché i suoi codici morfologici erano identici a quelli di C. niloticus. Tuttavia, gli autori hanno suggerito che potrebbe essere spiegato dal loro campionamento del campione e hanno considerato le due specie distinte.